# Frosinone Calcio 1998-1999
Questa pagina raccoglie le informazioni riguardanti il Frosinone Calcio nelle competizioni ufficiali della stagione 1998-1999.

## Divise e sponsor
Lo sponsor tecnico della stagione 1998-1999 è Ennedue, mentre lo sponsor ufficiale è Banca Popolare della Ciociaria.

## Rosa
| N. |                   | Ruolo | Calciatore            |
| -- | ----------------- | ----- | --------------------- |
|    | Italia (bandiera) | A     | Massimiliano Anastasi |
|    | Italia (bandiera) | D     | Marco Bagaglini       |
|    | Italia (bandiera) | C     | Raffaele Battisti     |
|    | Italia (bandiera) |       | Bettini               |
|    | Italia (bandiera) | P     | Andrea Cano           |
|    | Italia (bandiera) | D     | Massimo Carli         |
|    | Italia (bandiera) | C     | Roberto Cau           |
|    | Italia (bandiera) |       | Clementi              |
|    | Italia (bandiera) | A     | Leonardo Coppola      |
|    | Italia (bandiera) | D     | Francesco Cotugno     |
|    | Italia (bandiera) | C     | Maurizio D'Antimi     |
|    | Italia (bandiera) | D     | Marco Faiola          |
|    | Italia (bandiera) | A     | Daniele Federici      |
|    | Italia (bandiera) | C     | Francesco Felici      |

| N. |                   | Ruolo | Calciatore          |
| -- | ----------------- | ----- | ------------------- |
|    | Italia (bandiera) | A     | Domenico Galeano    |
|    | Italia (bandiera) | A     | Tiziano Levanti     |
|    | Italia (bandiera) | A     | Riccardo Marroccolo |
|    | Italia (bandiera) | C     | Massimiliano Natale |
|    | Italia (bandiera) | D     | Antonio Pecoraro    |
|    | Italia (bandiera) | P     | Manuel Pierangeli   |
|    | Italia (bandiera) | D     | Vincenzo Prochilo   |
|    | Italia (bandiera) | C     | Fabio Prosperi      |
|    | Italia (bandiera) | D     | Vladimiro Sbaglia   |
|    | Italia (bandiera) | A     | Andrea Sgrulloni    |
|    | Italia (bandiera) | A     | Paolo Tarquini      |
|    | Italia (bandiera) | D     | Giovanni Tenace     |
|    | Italia (bandiera) | D     | Alfredo Trovalusci  |